# Zozym (papież)
Zozym (łac. Zosim, Zosimos; ur. w Grecji, zm. 26 grudnia 418 w Rzymie) – święty Kościoła katolickiego, 41. papież w okresie od 18 marca 417 do 26 grudnia 418.

## Życiorys
Z pochodzenia był Grekiem żydowskiego pochodzenia, synem Abrahama. W swej posłudze jako papież pragnął zreorganizować hierarchię w Galii. Odegrał też ważną rolę w kontrowersji pelagiańskiej, wobec której jego stanowisko ulegało zmianom. Po potępieniu tez Pelagiusza i Celestiusza przez afrykański synod w Kartaginie w 411 r., jesienią 417 r. przywrócił ich ponownie do komunii z Kościołem. Motywy są poddawane dyskusji, prawdopodobnie pragnął uniknąć rygoryzmu biskupów afrykańskich odnośnie do nauczania o grzechu pierworodnym bądź to ze względów teologicznych, bądź bardziej osobistych. Na skutek żywej i jednomyślnej interwencji episkopatu afrykańskiego, który na XVI synodzie w 418 r. w 9 kanonach ponowił anatemy z 411 r., promulgował ostatecznie, w liście zwanym Tractoria, otwarte potępienie Pelagiusza i Celestiusza. Tekst listu zachował się jedynie we fragmentach, mimo iż krążył jako encyklika (list okrężny) na całym Wschodzie chrześcijańskim, otrzymali go wszyscy patriarchowie: w Egipcie, Konstantynopolu, Tesalonikach i w Jerozolimie. Tractoria cytowana jest m.in. w liście 190 (PL 20,693) św. Augustyna. W reakcji szereg biskupów Italii, m.in. Julian z Eklanum, rozpoczęło schizmę, która skończyła się ich wydaleniem z kraju. Przeciw listowi Tractoria protestował synod w Akwilei (PL 48, 509-526).
Jest pochowany w Rzymie, w kościele św. Wawrzyńca.
Wspomina się go 26 grudnia.